# Araçoiaba da Serra
Araçoiaba da Serra – miasto i gmina w Brazylii, w stanie São Paulo. Znajduje się w mezoregionie Macro Metropolitana Paulista i mikroregionie Sorocaba.